# Baños de Majala
Los baños de Majala son manantiales termales ubicados en la Región de Tarapacá utilizados para fines medicinales y turísticos.

## Ubicación
Los baños están ubicados cerca del poblado de Huatacondo. Según el inventario BNA de cuencas de Chile, elaborado en 1978, la quebrada de Huatacondo pertenece a la cuenca del río Loa. Sin embargo, el inventario DARH de 2014, en base a mapas topográficos más modernos, los sitúan en la cuenca hidrográfica endorreica de la Pampa del Tamarugal.

## Historia
Luis Risopatrón los describe en su Diccionario Jeográfico de Chile de 1924:: 516 
Majala (Baños de) 20° 55' 69° 04’. Con aguas de 35° C de temperatura, que desprenden hidrójeno sulfurado i tienen virtudes medicinales, se encuentran a unos 2 270 m de altitud, en la parte inferior de la quebrada del mismo nombre, de la de Guatacondo. 2, 8, p. 292; 95, p. 56; 96, p. 70; 134; i 156; i vertiente en 77, p. 53; Majada en 63, p. 101; i 77, p. 53; i termas Baños de Majada en 68, p. 37.